# Aupaluk
Aupaluk – najmniejsza inuicka osada nad zatoką Ungawa w Nunavik w północnym Quebecu (Kanada), około 80 km na południe od Kangirsuk. Znajduje się w administracji regionalnej Kativik w regionie administracyjnym  Nord-du-Québec. 
Nazwa osady oznacza "Miejsce w którym ziemia jest czerwona".
W Aupaluk znajduje się 49 prywatnych mieszkań, wszystkie zajmowane przez stałych mieszkańców. Aupaluk jest obsługiwane przez lokalne lotnisko. 

## Historia
W przeciwieństwie do większości osad inuickich w Nunavik, Aupaluk nie powstało na bazie faktorii handlowej ani misji katolickiej. Z uwagi na obfitość karibu, ryb i ssaków morskich miejsce to było tradycyjnym obozowiskiem, z którego korzystało kilka pokoleń Inuitów. W 1981 roku osada Akupaluk została zarejestrowana jako wieś nordycka. Obecnie życie mieszkańców skupione jest głównie na tradycyjnej aktywności.